# Alfonso de Troya
Alonso o Alfonso de Troya (Toledo, siglo XV-Toledo, diciembre de 1516) fue un cantor y compositor español.

## Biografía
Nació en Toledo en fecha desconocida y probablemente obtuvo su formación musical en la Catedral de Toledo. En 1474 se lo menciona como clerizón de la Catedral.
La primera noticia que se tiene de Alonso de Troya son del 28 de julio de 1479, cuando se le entregó la prebenda de cantor de la Catedral de Palencia. El cargo es el equivalente al que posteriormente se llamaría maestro de capilla, ya que incluía una canonjía e implicaba la responsabilidad en la educación y manutención en su casa de seis mozos de coro. Este ‹cantor› debía enseñar a los infantes del coro «canto llano, canto de órgano e contrapunto e los versos, e otras cosas que nos necesarias en el coro». Tras su partida, los siguientes cantores contratados no tuvieron prebenda ni canonjía y trabajaban como simples cantores: «[q]ue hayan de cantar canto de órgano e contrapunto todos los domingos e días de fiesta e la misa de salud de cada lunes, e la Nuestra Señora todos los sábados, según lo que fasta aquí se suele cantar».
En junio de 1494 fue contratado por la Catedral de Toledo por un año como ‹cantor›, con un salario anual de 30 000 maravedís. Tomó la responsabilidad de la enseñanza de música de los infantes, sin que fuese denominado maestro de los seises, ya que este seguiría siendo el cargo de Pedro Lagarto. En septiembre de ese año tomó posesión de su ración y aparece como «canónigo extravagante». Sin duda siguió colaborando con Lagarto en la educación de los infantes hasta por lo menos 1495, cuando obtuvo la ración de Pedro Martínez de Ávila. Ese mismo día su canonjía extravagante es entregada a Bernardino de Trujillo. Así Troya pasó de un salario de 30 000 maravedís a otro de 10 000, pero con la promesa de una capellanía en cuanto se presentase la ocasión.
Se desplazó a Roma en algún momento anterior a 1497, donde fue cantor de la capilla pontificia. A la vez también era miembro de la casa del cardenal Ascanio Sforza. Durante su estancia en Roma se documenta que era maestro en Teología y doctor en Decretos, por lo que debió haber estudiado en alguna universidad en España o Italia anteriormente. Tras el fallecimiento de Sforza en 1505, Troya pasó al servicio del cardenal Cisneros como su procurador en Roma.
Su carrera como cantor de la capilla pontificia también avanzó durante su etapa italiana. En 1502 fue nombrado subdiácono, aunque aparece como cantor hasta 1506 en las nóminas, para luego aparecer como capellanus missarum. Es decir, sus responabilidades iban más allá de cantar, debiendo leer la Epístola o decir las misas cotidianas. En 1505 además se le dio el título de cubicularius [chambelán] y protonotario apostólico, posiblemente debido a sus logros académicos.
Regresó a Toledo, donde obtuvo numerosos beneficios en la catedral y la diócesis, pero no consiguió tomar posesión de todos ellos. Para su fallecimiento en la ciudad en 1516 cobraba unos 200 ducados.

## Obra
Es probable que tres canciones del Cancionero musical de Palacio sean de Alonso de Troya: O Santa Clemens y O ascondida verdad en la primitiva edición del Cancionero y Quien tal árbol pone en la nueva redacción posterior a 1500. Las dos primeras fueon compuestas probablemente antes de su partida hacia Italia, antes de 1497. Su Quien tal árbol pone muestra una evolución en la música de Troya, con un énfasis estilístico introducido por Encina en la década de 1490. Las tres obras son polifónicas a tres voces.